# Åsa Maria Kraft
Åsa Maria Kraft, född den 13 januari 1965, är en svensk poet och prosaförfattare, bosatt i Lund. Kraft har en fil kand i kulturantropologi från Uppsala universitet 1991, samt en fil.mag. i litteraturvetenskap från Lunds universitet 2009. Hon var ledamot av Sveriges författarförbunds skönlitterära sektionsstyrelse mellan 2003 och 2005, och satt i Kulturrådets arbetsgrupp för litteraturstöd mellan 2005 och 2008. Sedan 2008 arbetar Åsa Maria Kraft som handledare vid Lunds Universitets Författarskola.

## Priser och utmärkelser
- 2001 – Stig Carlson-priset[4]
- 2002 – Kallebergerstipendiet
- 2006 – Sveriges Radios Lyrikpris[3]
- 2016 – Gerard Bonniers lyrikpris
- 2021 – Bellmanpriset[5]
- 2024 – Gunnar Ekelöfpriset
- 2025 – De Nios Vinterpris[6]